# Wulkany Kostaryki
Zasugerowano, aby zintegrować ten artykuł z artykułem lista wulkanów Kostaryki (dyskusja). Nie opisano powodu propozycji integracji.

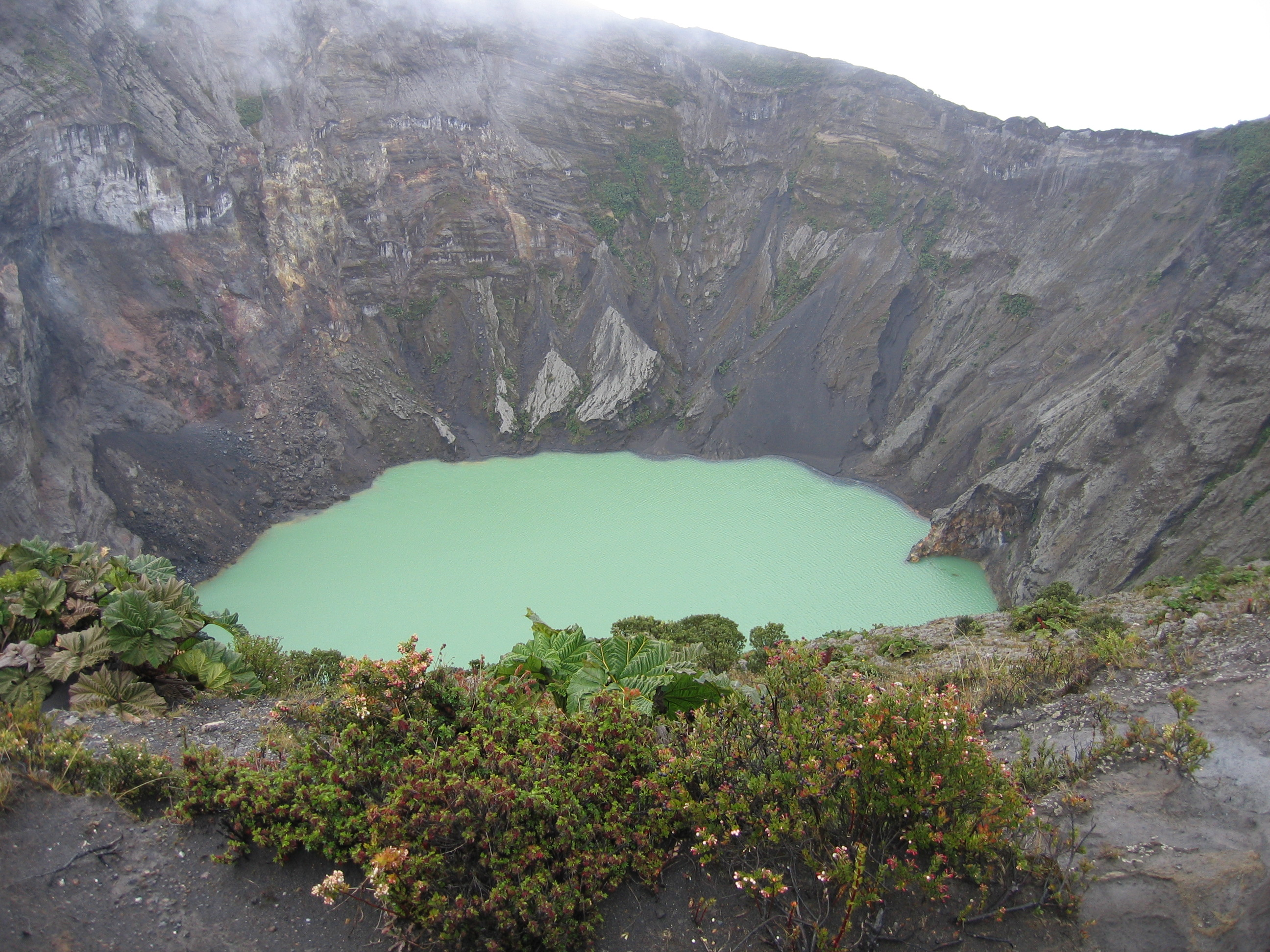
Największy wulkan Kostaryki – Irazú

Na obszarze Kostaryki znajduje się 112 stożków i szczytów wulkanicznych, z czego siedem wykazuje aktywność. Ich erupcje poprzedzane są zwykle trzęsieniem ziemi. Wszystkie wulkany należą do pacyficznego pierścienia ognia.
Najwyższym wulkanem Kostaryki jest Irazú, który wznosi się na wysokość 3432 m n.p.m. Natomiast do najbardziej aktywnych zalicza się Arenal (1633 m n.p.m.). Na uwagę zasługuje Poás, który ma drugi pod względem szerokości krater na świecie (1,5 km). Większość wulkanów Kostaryki ma budowę stratowulkanu.
Obszary, na których znajdują się wulkany, zostały w latach 50. objęte ochroną, o statusie podobnym do parków narodowych.

## Historia
Największym wybuchem w czasach historycznych była prawdopodobnie erupcja wulkanu Irazú w 1963. Jego aktywność trwała wówczas dwa lata. Wulkan od chwili pierwszego zarejestrowanego wybuchu w 1723 był aktywny 23 razy. Ostatnią erupcją, która wydarzyła się w Kostaryce, był wybuch wulkanu Arenal 24 sierpnia 2000. Wybuch spowodował jedną ofiarę śmiertelną, a ponad 600 osób ewakuowano z zagrożonych terytoriów.

## Ważniejsze wulkany
Do największych wulkanów Kostaryki należą:
| Lp. | Nazwa wulkanu      | Wysokość      | Region                     | Aktywność |
| --- | ------------------ | ------------- | -------------------------- | --------- |
| 1   | Arenal             | 1633 m n.p.m. | nizina San Carlos          | aktywny   |
| 2   | Barva              | 2906 m n.p.m. | Cordillera Centralna       | wygasły   |
| 3   | Cacao              | 1659 m n.p.m. | Cordillera de Guanacaste   | wygasły   |
| 4   | Cacho Negro        | 2136 m n.p.m. | Braulio Carillo            | wygasły   |
| 5   | Chato              | 1100 m n.p.m. |                            | wygasły   |
| 6   | Congo              | 2014 m n.p.m. | Park Narodowy Wulkanu Poas | wygasły   |
| 7   | El Viejo           | 2122 m n.p.m. | Cordillera Centralna       | wygasły   |
| 8   | Irazú              | 3432 m n.p.m. | Cordillera Centralna       | aktywny   |
| 9   | Miravalles         | 2028 m n.p.m. | Cordillera de Guanacaste   | wygasły   |
| 10  | Orosí              | 1487 m n.p.m. | Cordillera de Guanacaste   | wygasły   |
| 11  | Platanar           | 2183 m n.p.m. | Cordillera Centralna       | wygasły   |
| 12  | Poás               | 2708 m n.p.m. | Cordillera Centralna       | aktywny   |
| 13  | Rincón de la Vieja | 1806 m n.p.m. | Cordillera de Guanacaste   | aktywny   |
| 14  | Porvenir           | 2267 m n.p.m. | kaldera Chocosuela         | wygasły   |
| 15  | Tenorio            | 1916 m n.p.m. | Cordillera de Guanacaste   | aktywny   |
| 16  | Turrialba          | 3339 m n.p.m. | Cordillera Centralna       | aktywny   |